# Mödlhamgraben
Der Mödlhamgraben ist ein kleiner Bach im Gemeindegebiet der Stadtgemeinde Seekirchen am Wallersee im nördlichen Flachgau in Salzburg. Er ist ein linker Nebenfluss der Mattig.

## Geographie

### Verlauf
Der Mödlhamgraben entspringt in der namensgebenden Ortschaft Mödlham (Gemeinde Seekirchen). Er durchfließt in seinem weiteren Lauf Mödlham und passiert anschließend die kleinen Orte Kraiham und Untermödlham (Gemeinde Seekirchen) in nördliche Richtung. Unterhalb von Untermödlham macht der Mödlhamgraben einen Bogen nach Nordwesten und mündet ca. einen Kilometer unterhalb von Mödlham von links in die hier noch als Mattigbach bezeichnete Mattig. Er bildet ihren ersten wesentlicheren Zubringer und führt beim Zusammenfluss ungefähr dieselbe Menge Wasser.

### Einzugsgebiet
Nördlich der Quelle des Mödlhamgrabens konkurriert ein unbedeutender periodischer Graben der bereits oberhalb in die Mattig einmündet. Südlich entspringt der Bischlsroiderbach, der über den Haberbach ebenfalls zur Mattig entwässert.